# Claveisolles
Claveisolles est une commune française située dans le département du Rhône, en région Auvergne-Rhône-Alpes.

## Géographie
Commune du Haut-Beaujolais, située dans la vallée de l'Azergues et au pied des cols de la Casse Froide, de la Croix Marchampt et de la Croix Rosier.

### Localisation
| Poule-les-Écharmeaux    | Poule-les-Écharmeaux | Saint-Didier-sur-Beaujeu      |
| Saint-Nizier-d'Azergues | Claveisolles         | Marchampt                     |
| Saint-Nizier-d'Azergues | Lamure-sur-Azergues  | Le Perréon Vaux-en-Beaujolais |

### Hydrographie
L'Azergues, le ruisseau de Marcellin, le ruisseau de Vallossière... sont les principaux cours d'eau parcourant la commune. 

### Climat
Pour des articles plus généraux, voir Climat d'Auvergne-Rhône-Alpes et Climat du Rhône.
En 2010, le climat de la commune est de type climat des marges montargnardes, selon une étude du Centre national de la recherche scientifique s'appuyant sur une série de données couvrant la période 1971-2000. En 2020, Météo-France publie une typologie des climats de la France métropolitaine dans laquelle la commune est exposée à un climat de montagne ou de marges de montagne et est dans la région climatique  Nord-est du Massif Central, caractérisée par une pluviométrie annuelle de 800 à 1 200 mm, bien répartie dans l’année. 
Pour la période 1971-2000, la température annuelle moyenne est de 11 °C, avec une amplitude thermique annuelle de 16,3 °C. Le cumul annuel moyen de précipitations est de 929 mm, avec 10,6 jours de précipitations en janvier et 7,7 jours en juillet. Pour la période 1991-2020, la température moyenne annuelle observée sur la station météorologique de Météo-France la plus proche, « Saint-Didier-Beaujeu », sur la commune de Saint-Didier-sur-Beaujeu à 8 km à vol d'oiseau, est de 11,2 °C et le cumul annuel moyen de précipitations est de 934,2 mm,. Pour l'avenir, les paramètres climatiques de la commune estimés pour 2050 selon différents scénarios d'émission de gaz à effet de serre sont consultables sur un site dédié publié par Météo-France en novembre 2022.

## Urbanisme

### Typologie
Au 1er janvier 2024, Claveisolles est catégorisée commune rurale à habitat dispersé, selon la nouvelle grille communale de densité à sept niveaux définie par l'Insee en 2022.
Elle est située hors unité urbaine et hors attraction des villes,.

### Occupation des sols
L'occupation des sols de la commune, telle qu'elle ressort de la base de données européenne d’occupation biophysique des sols Corine Land Cover (CLC), est marquée par l'importance des forêts et milieux semi-naturels (60,3 % en 2018), en diminution par rapport à 1990 (62 %). La répartition détaillée en 2018 est la suivante : 
forêts (60,1 %), prairies (28,6 %), zones agricoles hétérogènes (11,1 %), milieux à végétation arbustive et/ou herbacée (0,1 %). L'évolution de l’occupation des sols de la commune et de ses infrastructures peut être observée sur les différentes représentations cartographiques du territoire : la carte de Cassini (XVIIIe siècle), la carte d'état-major (1820-1866) et les cartes ou photos aériennes de l'IGN pour la période actuelle (1950 à aujourd'hui).

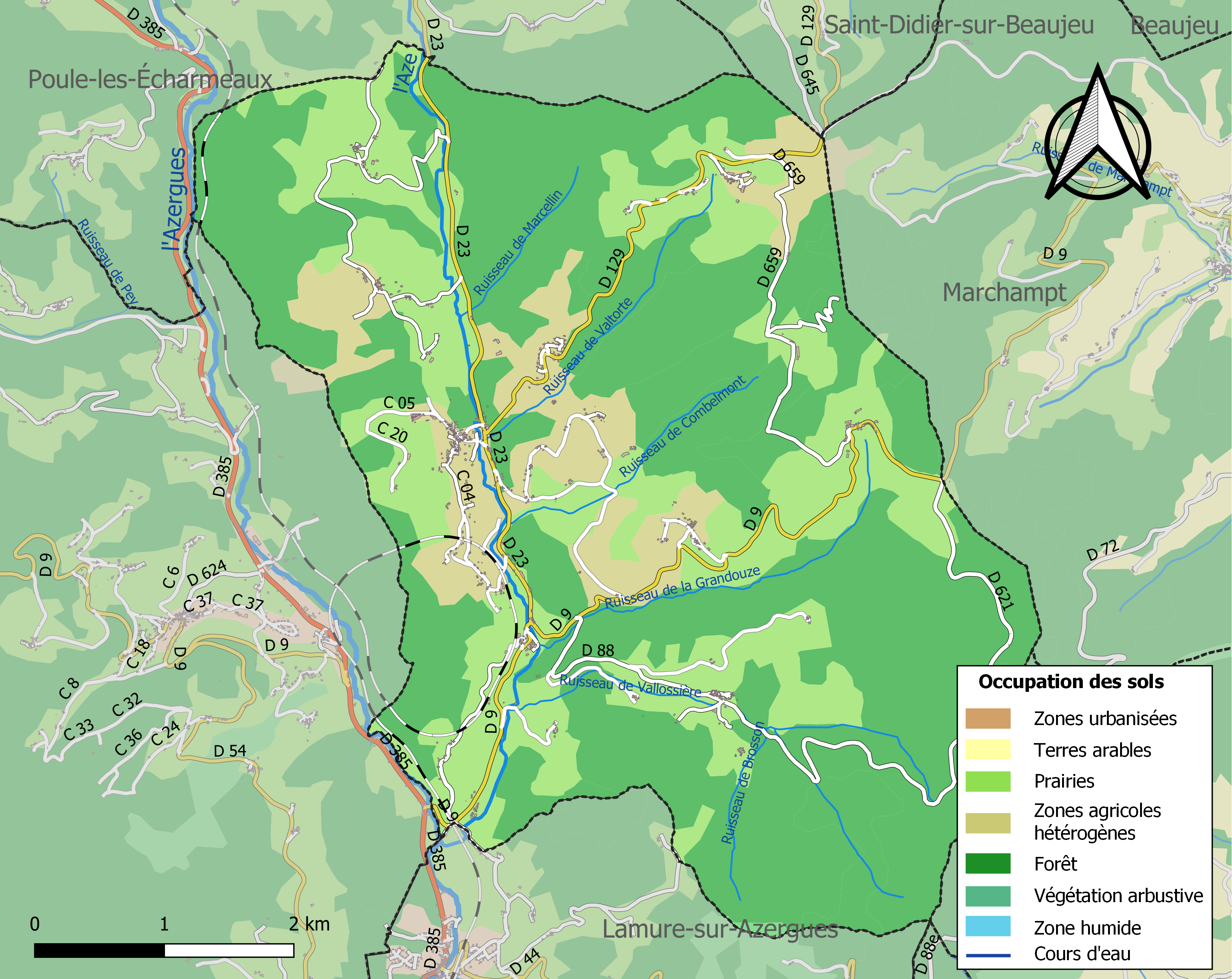
Carte des infrastructures et de l'occupation des sols de la commune en 2018 (CLC).

## Toponymie
Issu du latin claves solis, qui a donné le nom de Cluylesiolis au Haut Moyen Âge, Claveisolles signifie « les clefs du soleil ». L'internat de l'école Notre-Dame, qui a succédé à la manécanterie, a d'ailleurs choisi de se nommer Foyer des Clefs du Soleil.

## Histoire

### Antiquité
Aucune trace d'occupation n'est attestée pendant la période romaine, tant au niveau archéologique que bibliographique.

### Révolution française
Comme de nombreux villages du Beaujolais et du Lyonnais, Claveisolles a été touché par la Révolution essentiellement à travers la paroisse. Un prêtre jureur de sinistre mémoire fut installé dans la paroisse, et fit tant de tort aux villageois, attachés à leurs prêtres non schismatiques, que ceux-ci le dénoncèrent aux autorités. À l'instar de Saint-Just-d'Avray, Claveisolles, village de montagne, a caché des prêtres réfractaires tout au long de la Terreur, qui fit de nombreuses victimes parmi le clergé et les croyants en haute vallée d'Azergues.

### LeXIXesiècle, la «grande époque de Claveisolles»
Au sortir de la Révolution et tout au long du XIXe siècle, Claveisolles fut le théâtre d'un grand élan missionnaire qui vit naître la congrégation des Sœurs de l'Enfant-Jésus, à l'initiative de mère du Sablon, fille du châtelain de Claveisolles, et de l'abbé Rozet, son confesseur et curé de la paroisse. Le couvent est alors bâti sur le terrain de Valany, appartenant à Joséphine du Sablon, en religion sœur de l'Immaculée Conception. 
Les sœurs de l'Enfant-Jésus de Claveisolles étaient des religieuses-enseignantes, dont la vocation était d'instruire les populations rurales privées d'instruction. La congrégation fut à l'origine de la fondation de près de cent écoles dans les départements du Rhône et de la Loire au cours de la seconde moitié du XIXe siècle. 
Les lois anticléricales de la fin du siècle et celles du début du suivant mettront à mal la communauté, contrainte de laïciser progressivement ses écoles et interdite d'en ouvrir de nouvelles, alors que les fondations étaient florissantes. La République attendra patiemment la retraite des religieuses en poste pour laïciser leurs écoles, récupérant le fruit de leurs efforts à peu de frais et se donnant le temps de trouver des enseignants laïcs qualifiés, non sans avoir au préalable interdit aux religieuses de porter l'habit. Les religieuses de l'Enfant-Jésus feront donc face plusieurs fois au choix douloureux de renoncer à leur vocation ou de la poursuivre sous un habit laïc. Nombre d'entre elles se retrouvèrent dénuées de tout, du fait des lois qui se succédèrent des années 1880 jusqu'au début du XXe siècle.
Vers 1911, les religieuses de Claveisolles, dont le couvent avait été confisqué, parvinrent à le racheter. Le couvent avait pourtant été bâti sur les propres fonds de la fondatrice.
Les religieuses de Claveisolles continuèrent d'enseigner longtemps au collège de filles de Claveisolles, aujourd'hui collège Notre-Dame de Claveisolles. En 1970, les religieuses rejoignirent la communauté des Sœurs du Monde Rural, puis au début des années 2000, la communauté du Prado. Les religieuses de Claveisolles, en nombre déclinant, ont quitté leur couvent à l'automne 2012, après plus de cent-cinquante années de présence au cœur du village.
L'autre grande œuvre missionnaire de Claveisolles fut son école cléricale, fondée en 1860 par l'abbé Rozet, curé de Claveisolles et aumônier des religieuses du couvent. Cette école, rapidement devenue manécanterie, avait vocation à donner une instruction nécessaire aux jeunes garçons qui se destinaient au séminaire. Il faut cependant noter que nombre d'entre eux demeurèrent à l'état laïc après leur passage à la manécanterie. À la fin du XIXe siècle, plus de 70 prêtres étaient sortis des murs de la manécanterie, nombre considérable pour un village de la taille de Claveisolles. Parmi ces prêtres, plusieurs évêques et de nombreux missionnaires, dont certains étaient natifs de Claveisolles. La manécanterie fonctionna jusque dans les années 1960 sous sa forme originale, avant que l'instauration de la mixité en France ne changeât cet état. L'école des filles tenue par les religieuses devint ainsi un collège mixte quand la manécanterie se changea en internat, le "Foyer des Clefs du Soleil".

### Seconde Guerre mondiale
Le 11 août 1944, des Stuka allemands bombardent le hameau de la Douzette, faisant cinq morts.

## Politique et administration

### Administration municipale
| Période                                  | Période  | Identité          | Étiquette | Qualité                                 |
| ---------------------------------------- | -------- | ----------------- | --------- | --------------------------------------- |
| 1907                                     | 1919     | Du Sablon         |           | Propriétaire du château de Claveisolles |
| 1919                                     | 1935     | Rémy Dumontet     |           |                                         |
| 1935                                     | 1946 (†) | Jean Roux         |           | Décédé en fonction                      |
| 1946                                     | 1969 (†) | Louis Sambardier  |           | Décédé en fonction                      |
| 1969                                     | 1983     | Marcel Bajard     |           | Lieutenant-colonel en retraite          |
| 1983                                     | 1995     | André Sambardier  |           |                                         |
| 1995                                     | 2008     | Marcelle Debarnot |           |                                         |
| 2008                                     | 2014     | Gérard Poulenard  |           |                                         |
| 2014                                     | En cours | Dominique Despras | MoDem     | Conseiller régional                     |
| Les données manquantes sont à compléter. |          |                   |           |                                         |

### Intercommunalité
La commune fait partie de la communauté d'agglomération de l'Ouest Rhodanien.

## Population et société

### Démographie
L'évolution du nombre d'habitants est connue à travers les recensements de la population effectués dans la commune depuis 1793. Pour les communes de moins de 10 000 habitants, une enquête de recensement portant sur toute la population est réalisée tous les cinq ans, les populations de référence des années intermédiaires étant quant à elles estimées par interpolation ou extrapolation. Pour la commune, le premier recensement exhaustif entrant dans le cadre du nouveau dispositif a été réalisé en 2004.

En 2022, la commune comptait 557 habitants, en évolution de −16,11 % par rapport à 2016 (Rhône : +3,93 %, France hors Mayotte : +2,11 %).
| 1793  | 1800 | 1806  | 1821  | 1831  | 1836  | 1841  | 1846  | 1851  |
| ----- | ---- | ----- | ----- | ----- | ----- | ----- | ----- | ----- |
| 1 094 | 744  | 1 061 | 1 083 | 1 226 | 1 300 | 1 369 | 1 320 | 1 235 |

| 1856  | 1861  | 1866  | 1872  | 1876  | 1881  | 1886  | 1891  | 1896  |
| ----- | ----- | ----- | ----- | ----- | ----- | ----- | ----- | ----- |
| 1 257 | 1 220 | 1 146 | 1 049 | 1 044 | 1 046 | 1 021 | 1 037 | 1 181 |

| 1901 | 1906 | 1911 | 1921 | 1926 | 1931 | 1936 | 1946 | 1954 |
| ---- | ---- | ---- | ---- | ---- | ---- | ---- | ---- | ---- |
| 984  | 979  | 938  | 810  | 776  | 761  | 777  | 818  | 780  |

| 1962 | 1968 | 1975 | 1982 | 1990 | 1999 | 2004 | 2006 | 2009 |
| ---- | ---- | ---- | ---- | ---- | ---- | ---- | ---- | ---- |
| 619  | 562  | 523  | 503  | 519  | 554  | 582  | 595  | 636  |

| 2014 | 2019 | 2022 | - | - | - | - | - | - |
| ---- | ---- | ---- | - | - | - | - | - | - |
| 658  | 576  | 557  | - | - | - | - | - | - |

### Enseignement
- École primaire publique ;
- École primaire Notre Dame de Claveisolles ;
- Collège Notre-Dame de Claveisolles ;
- Internat Les Clefs du Soleil (pour le collège et l'école Notre-Dame).

### Cultes
Les Claveisolliens disposent de l'église Saint Laurent, rattachée au diocèse de Lyon, et dont le clocher dépend de la paroisse Saint-Joseph d'Azergues. Le village dispose également du couvent des sœurs de l'Enfant-Jésus, aujourd'hui sœurs du Prado. L'internat Les Clefs du Soleil, ex-manécanterie, dispose également d'une chapelle où la messe est parfois célébrée pour les élèves et enseignants du collège Notre-Dame. Enfin, des documents font mention de la chapelle qui existait autrefois sur les pentes du mont Soubran, lieu d'un pèlerinage populaire très fréquenté. On peut enfin mentionner les madones qui dominent les collines de la commune, aux côtés des nombreuses croix de mission, parmi lesquelles la madone de Viri.

### Santé
Au 3 juillet 2013, aucun praticien en médecine générale n'est installé dans la commune. Des médecins sont installés dans les communes voisines de Poule-les-Echarmeaux et de Lamure-sur-Azergues.

### Festivités
- Fête des Conscrits ou « Fête des Classes ».
- Fête des Blaise.

Fête populaire du Beaujolais jusqu'à la Dombes au début du XXe siècle, cette tradition s'est perpétuée à Claveisolles. On fête ce jour-là Saint-Blaise, patron des laboureurs : Saint Blaise de Sébaste est fêté le 3 février, selon le calendrier romain. Il est vénéré dans l'Est de la France (Alsace et Lorraine), dans le Poitou, ainsi que dans certains villages du Sud-Est comme le montre la présence de cette fête à Claveisolles. Saint Blaise étant patron des laboureurs, il est d'usage de lui confier la protection du bétail et des récoltes. Il est également patron des animaux, des cardeurs, des menuisiers, des meuniers, des tailleurs d’habit et des tisserands. Avec la mécanisation et la quasi-disparition des laboureurs traditionnels, saint Blaise est considéré plus largement comme le patron des artisans et des travailleurs. Selon le dicton, « si le jour de la Saint-Blaise est serein, bon temps pour le grain ».

### Sports et associations Claveisolles dispose de différents terrains et installations de sport.
- Le club de tennis dispose d'un terrain en dur en extérieur. C'est le Tennis Club qui gère le terrain et qui organise des tournois.
- Les différentes catégories d'âge du club de basket disposent d'un terrain en extérieur. L'Association Sportive de Claveisolles est engagée dans le championnat du Rhône[22].
- Les amateurs de pétanque disposent de deux terrains, en plus du tour de la salle des fêtes, utilisé traditionnellement.
- La société de pêche de Claveisolles fournit des permis permettant de pêcher dans l'Azergues, entre Lafont et Claveisolles, ainsi que dans les ruisseaux de la commune.
- La société de chasse compte de nombreux adhérents. À Claveisolles, on chasse essentiellement le sanglier, le chevreuil et la galinette cendrée.

Claveisolles compte aussi plusieurs associations, dont les suivantes :
- Le Comité des Fêtes organise marches pédestres, poule au pot, intervillage.
- Le Soubran, association de jeunes, âgés de 18 à 30 ans. Elle organise de nombreuses manifestations comme la foire de Pentecôte, des bals et des soirées dansantes.
- Le Sou des Écoles.

## Économie

### Commerces
- Bar-tabac, presse, dépôt de pain
- Poste

## Culture locale et patrimoine

### Lieux et monuments

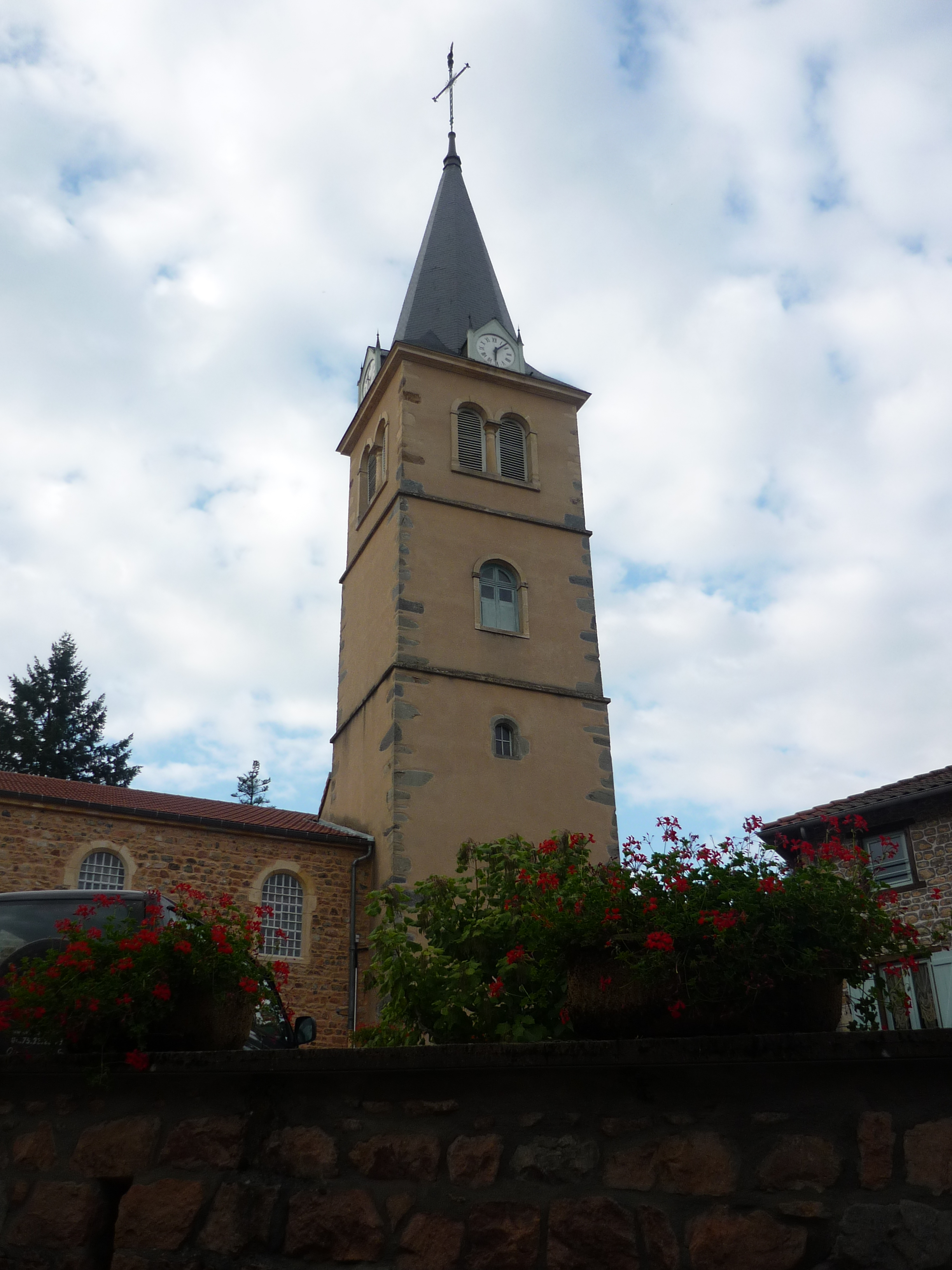
Église Saint-Laurent de Claveisolles.

- Église Saint-Laurent. La date mentionnée sur le fronton, 1827, renvoie à la réfection de l'église, entreprise par l'abbé Rozet, un an après son installation à Claveisolles. De l'ancienne église, il n'a conservé que le chœur qui doit remonter au XVe siècle, selon Mgr Cristiani, "car il porte les marques d'un flamboyant discret et élégant"[23], voire au XIIe selon l'abbé Vachet[24] et selon Théodore Ogier qui note le chœur "à plein cintre" et ses "nervures ogivales". À ce chœur furent accolées les trois nefs que nous connaissons aujourd'hui. Quant à l'autel, il renferme depuis 1968 et les aménagements entrepris par l'abbé Fournel, les reliques des saints martyrs romains Caesarius et Censorinus. L'autel a été consacré le 19 mai 1968 par Mgr Matagrin. C'est au cours des aménagements successifs entrepris à l'époque de l'abbé Fournel et par la suite, qu'ont disparu les statues ornant les piliers (sainte Thérèse, saint Antoine, etc.), le banc de communion, la chaire, ainsi que les ornements des autels latéraux, parmi d'autres changements.
- Château du Sablon. Successivement propriété des Viry de Claveisolles, des comtes de Thy, des Couppier, puis des Berger du Sablon, la construction du château de Claveisolles remonte à 1624[25]. C'est Jean-Pierre Couppier de Claveysolle, qui en 1777, agrandit le château.
- Couvent de Claveisolles.
- Les plus hauts douglas d'Europe.
- Le col de la Croix-Rosier (722 m) et le col de la Casse Froide (742 m) sont empruntés par la 12e étape du Tour de France 2023, pris en compte dans le Grand-prix de la montagne.

### Patrimoine environnemental
La commune accueille un site Natura 2000 concernant des gîtes à chauve-souris dans d'anciennes mines. Sa gestion opérationnelle est effectuée par l'association France Nature Environnement 69.

### Personnalités liées à la commune
- Gilles Couppier de Claveysolle, chimiste. Proche du célèbre mathématicien et physicien français André-Marie Ampère.
- Mère du Sablon.
- Abbé Rozet.
- Camille Berger du Sablon.
- Emmanuel Berger du Sablon.
- Jean-Pierre Rey (1858-1930), archevêque de Tokyo (voir fiche Wikidata).

### Héraldique
| Blason de Claveisolles | Blason  | D'or à la tour de sable, ouverte et ajourée du champ, accostée de deux sapins de sinople fûtés de sable; au chef d'azur charge de trois épis de blé d'or. |
| Blason de Claveisolles | Détails | Le statut officiel du blason reste à déterminer. |